# Carl Liebermann

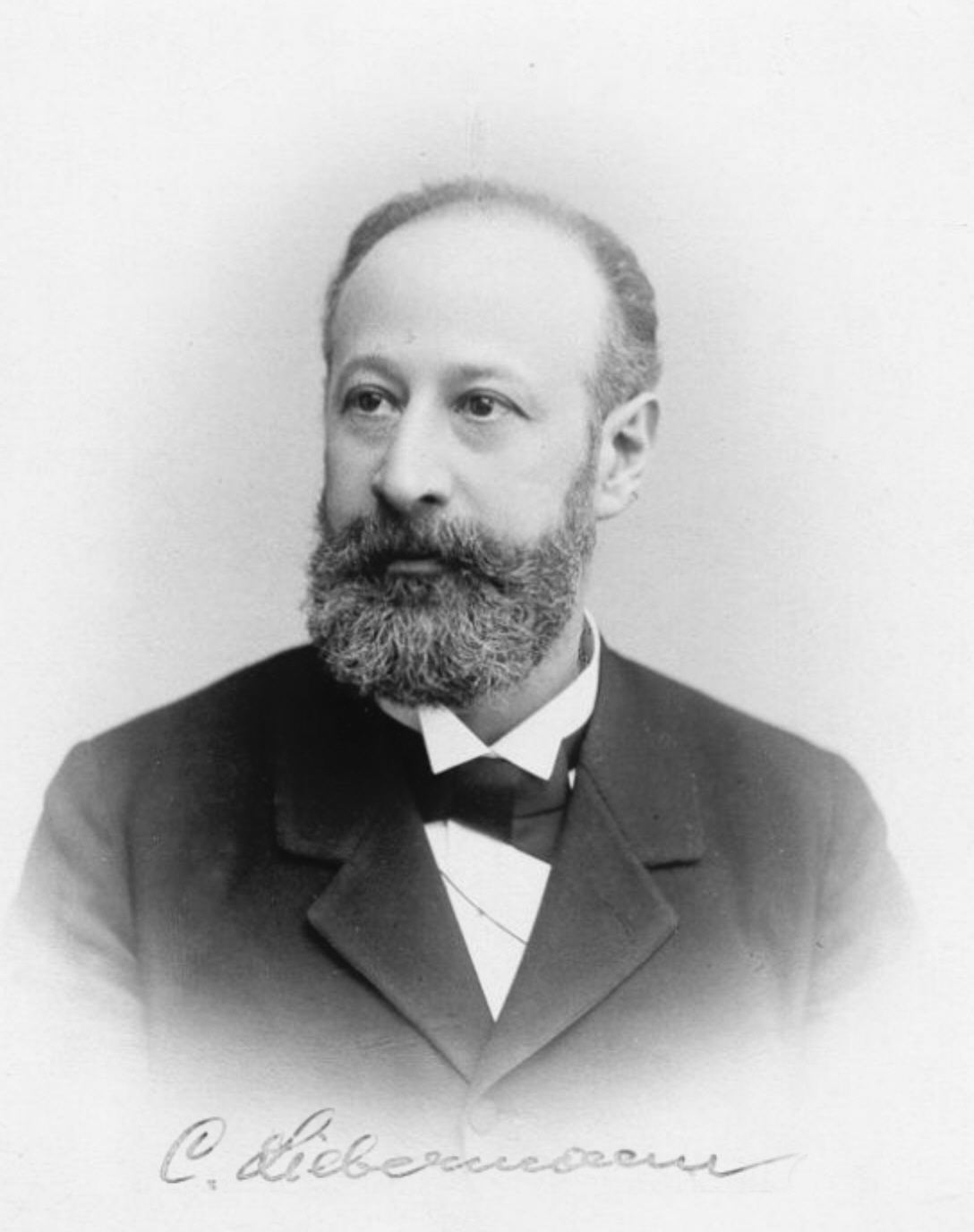
Carl Liebermann

Carl (Theodor) Liebermann (* 23. Februar 1842 in Berlin; † 28. Dezember 1914 ebenda) war ein deutscher Chemiker.

## Leben
Er war ein Sohn des Textilunternehmers (Kattundruckerei) Benjamin Lieberman (1812–1901), ein Cousin des Malers Max Liebermann sowie ein Großonkel von Walther Rathenau. Seine Frau war Antonie, Tochter Ferdinand Reichenheims.
Liebermann studierte ab 1861 Chemie bei Robert Wilhelm Bunsen in Heidelberg, hier war er Mitglied der Burschenschaft Allemannia. Ab 1862 arbeitete er im Laboratorium von Adolf von Baeyer am Berliner Gewerbeinstitut und studierte an der Universität Berlin bei von Baeyer und Franz Leopold Sonnenschein. 1865 wurde er bei von Baeyer an der Universität Berlin promoviert mit einer Dissertation über Propargyl-Derivate (De allyleno atque nonullis, quae inde proficiscuntur, connubiis ). Auf Wunsch des Vaters absolvierte er ein Praktikum bei der Firma Koechlin, Baumgartner & Cie. in Mülhausen im Elsass (Textildruck, Färberei) und arbeitete dann im Familienbetrieb, entschloss sich aber 1867 zur Hochschullaufbahn und ging wieder in das Labor von Baeyer.
Im Jahr 1868 gelang Liebermann zusammen mit Carl Graebe die Synthese und Strukturaufklärung des Alizarins (Türkischrot). Diese erste Synthese eines natürlichen Farbstoffs war auch wirtschaftlich von großer Bedeutung (in Deutschland von der BASF weiterentwickelt) und hatte großen Einfluss auf die chemische Industrie. Sie meldeten 1869 in Preußen ein Privilegium an. Ihr Bromierungsverfahren war aber für die industrielle Umsetzung zu teuer und über Heinrich Caro wurde bei der BASF ein billigeres Sulfonierungsverfahren entwickelt, das 1869 in England einen Tag vor einem Verfahren von William Henry Perkin zum Patent angemeldet wurde. Das Patent in Preußen wurde aber wegen des zuvor erteilten Privilegiums verweigert, und so entstanden dort viele Konkurrenten. Graebe und Liebermann fanden die Verwandtschaft mit Anthracen und Liebermann erkundete in der Folge diese Verbindungsgruppe.
1869 endete die enge Zusammenarbeit mit Graebe, der als Privatdozent nach Leipzig ging, Liebermann erhielt dessen Assistenzstelle und habilitierte sich 1869 an der Gewerbeakademie und zusätzlich 1870 an der Universität.
Nachdem Baeyer 1872 an die Universität Straßburg gewechselt war, wurde Liebermann sein Nachfolger als Leiter des Laboratoriums am Berliner Gewerbeinstitut und außerordentlicher Professor.
Liebermann wurde 1873 zum ordentlichen Professor für Organische Chemie am Gewerbeinstitut berufen, das im April 1879 in der Königlich Technischen Hochschule Charlottenburg aufging. Sechs Jahre später, 1879 wurde er daneben außerordentlicher Professor für Organische Chemie an der Universität Berlin. Am neuen Kaiser-Wilhelm-Institut erhielt er 1913 Räume für eigene Forschungen. Seine Nachfolge an der TH Berlin übernahm hier Robert Pschorr am 1. April 1914.
Carl Liebermann ist auf dem Jüdischen Friedhof Weißensee in einem Erbbegräbnis beigesetzt, das schon zu Lebzeiten vom Bildhauer Ernst Westphal geschaffen worden war.

## Ehrungen
1872 wurde Carl Liebermann Mitglied der Gesellschaft der Freunde, deren langjähriger Vorsitzender sein Vater Benjamin war.
Die Liebermannsche Reaktion, ein analytischer Nachweis für Phenole und Phenolderivate, ist nach Carl Liebermann benannt, nach ihm und Burchard eine Nachweisreaktion für Sterine und er befasste sich mit vielen anderen Nachweisreaktionen. 1875 synthetisierte er 2-Naphthylamin, er untersuchte pflanzliche Alkaloide, die Isomerie von Zimt- und Truxillsäuren, Farbtheorien und befasste sich mit der Synthese von Cocain.
Ab 1897 war er Geheimer Regierungsrat.
1898 wurde er für ein Jahr zum Präsidenten der Deutschen Chemischen Gesellschaft zu Berlin gewählt. Er war Mitglied der Akademien in Göttingen (1912), Philadelphia und Uppsala und Ehrendoktor in Leeds, an der TH Berlin und in Braunschweig. Im Jahr 1883 wurde er zum Mitglied der Leopoldina gewählt.
Im Jahr 1914 bekleidete er eine Honorarprofessur für Organische Chemie an der Universität Berlin.
Zu seinen Diplomanden gehörten unter anderem Eugen Bamberger, Rudolf Knietsch, Nikodem Caro, Leopold Spiegel und Fritz Haber.